# Johann Georg Macasius

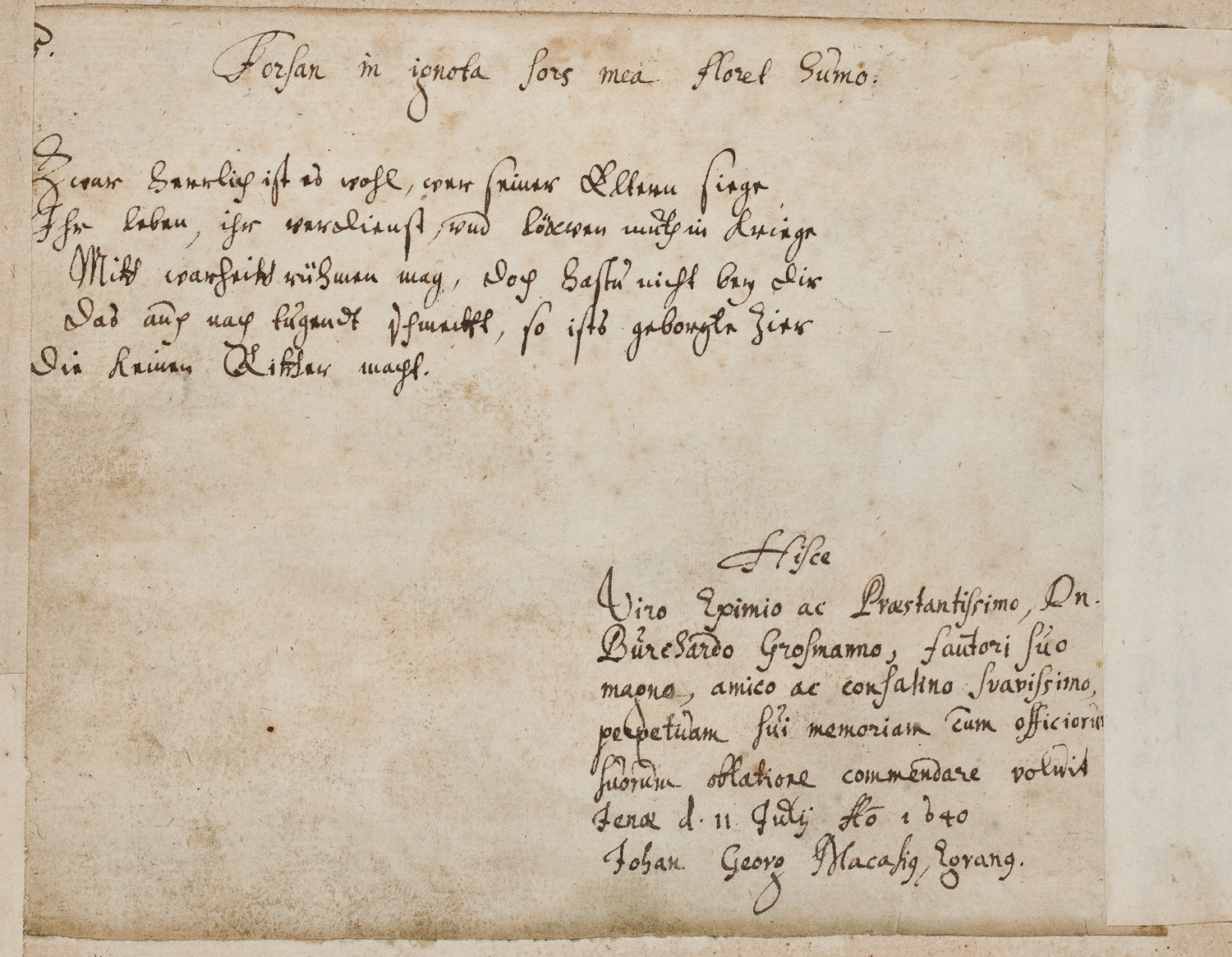
Schriftstück von Johann Georg Macasius

Johann Georg Macasius (* 17. März 1617 in Eger, Böhmen; † 18. Juni 1653 in Zwickau, Sachsen) war ein deutscher Mediziner und gräflicher Leibarzt böhmischer Herkunft. 

## Leben
Macasius war der Sohn des Arztes Paul Macasius und dessen Ehefrau Catharina geb. Köppel. Nach dem Besuch des Gymnasiums in Plauen, immatrikulierte er 1634 an der Universität Leipzig und begann 1638 an der Universität Jena Medizin zu studieren. Mit seiner Dissertation De natura et causis externis konnte er bei Johannes Musaeus dieses Studium erfolgreich abschließen. Im Anschluss daran absolvierte er ein zweites Studium bei Balthasar Widmarcter und wurde von diesem auf Grund seiner Disputation De inflammatione 1640 promoviert. Man betraute ihn 1641 an der Universität Jena mit einem Lehrauftrag, den er zeit seines Lebens innehatte. 1644 war er Doktorvater von Georg Balthasar Metzger. Im gleichen Jahr ließ er sich als praktischer Arzt in Zwickau nieder und wurde zum Leibarzt der Grafen von Schönburg und der Gräfin von Solms-Wildenfels. Seine Schwester war mit dem Leipziger Mediziner Christian Lange d. J. verheiratet.

## Werke (Auswahl)
- De natura et causis externis. 1638 (Dissertation).
- Disputation de inflammatione. 1640 (Dissertation).
- mit Johann Nester: Promptuarium materiae medicae, sive apparatus ad praxim medicam libris duobus adornatus. 1654.